# Stefan Koubek
Stefan Koubek (ur. 2 stycznia 1977 w Klagenfurcie) – austriacki tenisista, reprezentant w Pucharze Davisa.

## Kariera tenisowa
Karierę tenisową rozpoczął w roku 1994. W sezonie 1998 wygrał swój pierwszy turniej rangi ATP Challenger Tour, w niemieckim Alpirsbach. Rok później zwyciężył w rozgrywkach ATP World Tour w Atlancie. W pojedynku finałowym pokonał Francuza Sébastiena Grosjeana. Ponadto w tym samym sezonie osiągnął finał rozgrywek w Bournemouth oraz IV rundę wielkoszlemowego French Open.
Kolejny singlowy tytuł rangi ATP World Tour wywalczył w roku 2000, w Delray Beach, gdzie w meczu finałowym pokonał Álexa Calatravę. W sezonie 2002 ustanowił swój najlepszy wynik wielkoszlemowy - doszedł do ćwierćfinału Australian Open. Mecz o półfinał przegrał z Czechem Jiřím Novákiem.
Trzeci triumf w rozgrywkach ATP World Tour Austriak odniósł w Dosze w roku 2003. Rok później, w tym samym turnieju, osiągnął finał razem z Andym Roddickiem w grze podwójnej. Na początku sezonu 2006 awansował do finału turnieju w Zagrzebiu, jednak w spotkaniu finałowym nie sprostał Ivanowi Ljubičiciowi. W dalszej fazie sezonu wygrał rozgrywki deblowe wspólnie z Philippem Kohlschreiberem w Kitzbühel. W finale pokonali parę Oliver Marach-Cyril Suk. W styczniu 2007 roku doszedł do finału imprezy w Ćennaju, lecz w finale nie sprostał Belgowi Xavierowi Malisse.
W latach 1998–2011 reprezentował Austrię w Pucharze Davisa. Ma na swoim koncie zwycięstwa na takimi zawodnikami jak Tim Henman i Greg Rusedski. Rozegrał dla reprezentacji łącznie 39 meczów (wszystkie w singlu), z których 20 wygrał.
Najwyżej sklasyfikowany w rankingu singlistów był w połowie marca 2000 roku na 20. miejscu, natomiast w zestawieniu deblistów pod koniec lipca 2007 roku zajmował 94. pozycję.
Na początku maja 2011 roku Koubek ogłosił zakończenie kariery tenisowej. W styczniu 2015 został kapitanem reprezentacji Austrii w Pucharze Davisa.

### Finały w turniejach ATP World Tour
| Legenda                                      |
| -------------------------------------------- |
| Wielki Szlem                                 |
| Igrzyska olimpijskie                         |
| Tennis Masters Cup / ATP Finals              |
| ATP Masters Series / ATP Tour Masters 1000   |
| ATP International Series Gold / ATP Tour 500 |
| ATP International Series / ATP Tour 250      |

#### Gra pojedyncza (3–3)
| Końcowy wynik | Nr | Data             | Turniej      | Nawierzchnia    | Przeciwnik          | Wynik finału     |
| ------------- | -- | ---------------- | ------------ | --------------- | ------------------- | ---------------- |
| Zwycięzca     | 1. | 2 maja 1999      | Atlanta      | Ceglana         | Sébastien Grosjean  | 6:1, 6:2         |
| Finalista     | 1. | 19 września 1999 | Bournemouth  | Ceglana         | Adrian Voinea       | 6:1, 5:7, 6:7(2) |
| Zwycięzca     | 2. | 5 marca 2000     | Delray Beach | Twarda          | Álex Calatrava      | 6:1, 4:6, 6:4    |
| Zwycięzca     | 3. | 5 stycznia 2003  | Doha         | Twarda          | Jan-Michael Gambill | 6:4, 6:4         |
| Finalista     | 2. | 5 lutego 2006    | Zagrzeb      | Dywanowa (hala) | Ivan Ljubičić       | 3:6, 4:6         |
| Finalista     | 3. | 7 stycznia 2007  | Ćennaj       | Twarda          | Xavier Malisse      | 1:6, 3:6         |

#### Gra podwójna (1–1)
| Końcowy wynik | Nr | Data             | Turniej   | Nawierzchnia | Partner               | Przeciwnicy             | Wynik finału |
| ------------- | -- | ---------------- | --------- | ------------ | --------------------- | ----------------------- | ------------ |
| Finalista     | 1. | 11 stycznia 2004 | Doha      | Twarda       | Andy Roddick          | Martin Damm Cyril Suk   | 2:6, 4:6     |
| Zwycięzca     | 1. | 30 lipca 2006    | Kitzbühel | Ceglana      | Philipp Kohlschreiber | Oliver Marach Cyril Suk | 6:2, 6:3     |

### Starty wielkoszlemowe (gra pojedyncza)
| Turniej          | 1999  | 2000  | 2001  | 2002  | 2003  | 2004  | 2005  | 2006  | 2007  | 2008  | 2009  | 2010  | Wygrane turnieje | Bilans w turnieju |
| ---------------- | ----- | ----- | ----- | ----- | ----- | ----- | ----- | ----- | ----- | ----- | ----- | ----- | ---------------- | ----------------- |
| Australian Open  | 1R    | 3R    | 2R    | QF    | 1R    | 1R    | –     | –     | 1R    | 3R    | 2R    | 3R    | 0 / 10           | 12–10             |
| French Open      | 4R    | 2R    | 1R    | 1R    | 2R    | 3R    | 1R    | –     | 2R    | –     | 1R    | –     | 0 / 9            | 8–9               |
| Wimbledon        | 1R    | 2R    | 1R    | 2R    | 2R    | 2R    | 1R    | –     | 1R    | –     | 2R    | 1R    | 0 / 10           | 5–10              |
| US Open          | 1R    | 2R    | 1R    | 1R    | 2R    | 3R    | 1R    | 1R    | 3R    | –     | –     | –     | 0 / 9            | 6–9               |
| Wygrane turnieje | 0 / 4 | 0 / 4 | 0 / 4 | 0 / 4 | 0 / 4 | 0 / 4 | 0 / 3 | 0 / 1 | 0 / 4 | 0 / 1 | 0 / 3 | 0 / 2 | 0 / 38           | N/A               |
| Bilans spotkań   | 3–4   | 5–4   | 1–4   | 5–4   | 3–4   | 5–4   | 0–3   | 0–1   | 3–4   | 2–1   | 2–3   | 2–2   | N/A              | 31–38             |

- W latach 1994–1998 nie grał w żadnym turnieju wielkoszlemowym.